# Scaphites

Linia lobowa Scaphites

Scaphites Parkinson, 1811 – rodzaj głowonogów z wymarłej podgromady amonitów, z rzędu Ammonitida, żyjący w albie i epoce kredy późnej. Skamieniałości tego rodzaju znaleziono też w paleocenie Teksasu
Amonit o muszli heteromorficznej (czyli skręconej nietypowo dla amonitidów). Muszla w starszej części zwinięta inwolutnie (w płaskiej spirali młodsze skręty całkowicie przykrywają starsze), kolejny odcinek jest prosty, a końcowy – hakowato zgięty. Powierzchnia muszli pokryta rozwidlającymi się żebrami, na niektórych są dodatkowo guzki. Linia lobowa złożona z czterech zatok. 
Rodzaj Scaphites jest typem rodziny Scaphitidae Gill, 1871. Nazwa rodzaju Scaphites pochodzi od greckiego słowa σκάφη  „coś wydrążonego”. 

## Niektóre gatunki[2]
- Scaphites binneyi † Reeside, 1927
- Scaphites depressus † Reeside, 1927
- Scaphites ferronensis † Cobban, 1951
- Scaphites geinitzi † d’ Orbigny, 1850
- Scaphites hippocrepis † DeKay, 1827
- Scaphites obliquus † J. Sowerby, 1813
- Scaphites preventricosus † Cobban, 1951
- Scaphites whitfieldi † Cobban, 1951